# Tunku Abdul Rahman Putra

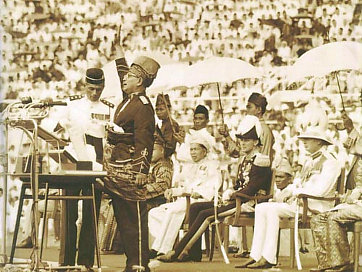
Tunku Abdul Rahman 1957

Tunku Abdul Rahman Putra Al-Haj ibni Almarhum Sultan Abdul Hamid Shah, vanligen kallad "Tunku" (en sorts prinstitel i Malaysia), även Bapa Kemerdekaan ("Oberoendets fader") eller Bapa Malaysia ("Malaysias fader"), var minister i den Malajiska federationen från 1955, och landets förste premiärminister vid självständigheten 1957.
Han föddes i Istana Pelamin i Alor Setar i Kedah. Tunku Abdul Rahman var den sjunde sonen till Sultan Abdul Hamid Halim Shah, den tjugofjärde sultanen av Kedah. Hans mor var Cik Menyelara.
Tunku Abdul Rahman fick under skoltiden stipendium och studerade på 1920-talet vid universitetet i Cambridge i England. Studietiden blev lång, eftersom andra världskriget kom emellan, och han utexaminerades som jurist först 1949, efter att ha tillbringat många år i Malaysia.
År 1954 ledde Tunku Abdul Rahman en delegation till London för att söka oberoende för Malaysia vilket senare resulterade i att man kom överens om att den 31 augusti 1957 sattes som datum för landets oberoende. Mellanåren hade man autonomt styre med Tunku Abdul Rahman som ledare.
Tunku Abdul Rahman tog initiativet till bildandet av Association of Southeast Asia (ASA) 1961, med Malaysia, Thailand och Filippinerna som medlemmar. Grupperingen ombildades senare i en större organisation, Association of Southeast Asian Nations (ASEAN) 1967.
Som sportintresserad var Tunku Abdul Rahman ordförande för den asiatiska fotbollkonfederationen, Asian Football Confederation (AFC).